# Ratnasiri Wickremanayake

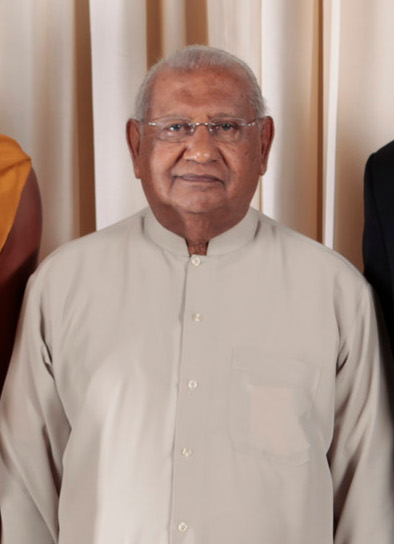
Ratnasiri Wickremanayake

Ratnasiri Wickremanayake (singhalesisch රත්නසිරි වික්‍රමනායක, Tamil இரத்தினசிறி விக்கிரமநாயக்க; * 5. Mai 1933; † 27. Dezember 2016) war ein Politiker der Sri Lanka Freedom Party (SLFP). Von 2000 bis 2001 und 2005 bis 2010 war er Premierminister von Sri Lanka.
Wickremanayake wurde nach der Parlamentswahl 2000 von Präsidentin Chandrika Kumaratunga zum Premierminister ernannt und hatte dieses Amt bis zur Parlamentswahl 2001 inne. Nach dem Sieg der Sri Lanka Freedom Party bei den Wahlen 2004 wurde er Minister für buddhistische Angelegenheiten, Sicherheit und Justiz unter Premierminister Mahinda Rajapaksa. Nachdem Rajapaksa die Präsidentschaftswahl 2005 gewonnen hatte und ins Präsidentenamt wechselte, wurde Wickremanayake sein Nachfolger im Amt des Premierministers und amtierte dort bis 2010.
Wickremanayake verfolgte gegenüber der LTTE einen harten Kurs und lehnte einen tamilischen Staat ebenso ab wie eine Autonomie der Nordprovinz. Verhandlungen mit den LTTE machte er von der Einstellung ihrer terroristischen Aktivitäten abhängig.